# Gare de Centennial
La gare de Centennial est une gare de trains de banlieue à Markham en Ontario. La gare est située à l'angle de Bullock Drive et de McCowan Road, près du parc du Centenaire de Markham, et du Centre communautaire du Centenaire de Markham. La gare est desservie par la ligne Stouffville de GO Transit.

## Situation ferroviaire
La gare est située au point milliaire 48,5 milles (78,1 km) de la subdivision Uxbridge de Metrolinx, à voie unique, entre les gares de Unionville et de Markham.
Au nord d'Unionville, la ligne entre dans le quartier historique d'Unionville et s'incurve vers l'est. Les quartiers résidentiels se rapprochent de la ligne, lorsque le train arrive à cette gare. La gare de Markham est à moins de 10 minutes à l'est.

## Histoire
La gare de Centennial a été ouverte en 2004, lorsque la population de Markham augmentait rapidement et que GO ajoutait des trajets supplémentaires et davantage de gares sur la ligne.
L'ouverture du triage de Lincolnville en 2007 a permis d'ajouter des espaces supplémentaires pour les trains. À cette époque, cinq trajets aller-retour étaient en service entre Union et Stouffville, et tous ces trajets ont été prolongés jusqu'à Lincolnville en 2008. Un sixième voyage aller-retour a été ajouté en 2013, ainsi qu'un voyage aller-retour entre Toronto et Unionville en 2012, et un voyage supplémentaire en direction du nord vers Unionville en 2013.
Le 31 décembre 2016, Metrolinx a ajouté un septième train vers Union le matin et vers Lincolnville l'après-midi, puis, le 26 juin 2017, a porté ce nombre à neuf, en plus d'un service dans les deux directions toutes les heures entre Union et Unionville en milieu de journée et en début de soirée les jours de semaine. Le 8 avril 2019, ces trajets de midi vers Unionville ont été prolongés vers le nord jusqu'à Mount Joy. Le 2 novembre 2019, un service ferroviaire a été lancé toutes les heures en fin de semaine entre Union et Mount Joy, avec quelques trajets le matin et en fin de soirée desservant Lincolnville.
La pandémie de Covid-19 a obligé Metrolinx à réduire le service, en éliminant le service de fin de semaine et en réduisant le nombre de voyages à l'heure de pointe à partir de Lincolnville, mais en 2021, le service de fin de semaine a été rétabli, et huit trajets circulaient à nouveau entre Union et Lincolnville.

## Service aux voyageurs

### Accueil
La gare de Centennial est une gare sans personnel. Les passagers peuvent acheter un billet ou recharger leur carte Presto dans un distributeur automatique, acheter un billet électronique avec un téléphone intelligent, et payer par carte de crédit sans contact ou portefeuille électronique auprès d'un valideur. La gare est équipée d'un abri de quai chauffé, d'un téléphone payant, d'un débarcadère et d'un stationnement étagé. La gare est accessible aux fauteuils roulants.

### Dessert
À partir du 8 avril 2023, six trains partent de la gare d'Old Elm et s'arrêtent à cette gare pour se rendre à la gare Union de Toronto pendant la période de pointe du matin. L'après-midi, six trains s'arrêtent à cette gare en direction d'Old Elm.
Un service de bus en heures creuses est proposé entre Uxbridge et la gare Union de Toronto, à l'exception des gares de Milliken, d'Agincourt et de Kennedy. Les bus à destination d'Uxbridge en direction du nord nécessitent une correspondance à la gare de Mount Joy ou à la gare d'Old Elm.

### Intermodalité
La gare de Centennial est desservie par la ligne 54 entre le terminus d'autobus de l'autoroute 407 et la gare de Mount Joy, et la 71 vers Uxbridge, les gares d'Old Elm et Union.
La ligne 129A McCowan North de la Commission de transport de Toronto relie Major Mackenzie Drive et la station Scarborough Centre toute la journée, tous les jours. La ligne dessert l'arrêt sur McCowan Road à Bullock Drive. Le tarif de York Region Transit (YRT) est exigé à bord le bus, et le tarif de TTC oblige lors du débarquement au sud de Steeles Avenue.
La gare est également desservie par la 40 Unionville Local de YRT reliant entre Woodbine Avenue et le centre commercial Markville, la 301 Markham Express entre le terminus Finch et la gare de Mount Joy aux heures de pointe. Ainsi, des autobus scolaires vers l'École secondaire catholique de Saint-Frère-André et l'École secondaire catholique de Saint-Augustin desservent la gare les jours d'école.
Ainsi, le service Mobility On-Request Markham Local est un service d'autobus à la demande. Un véhicule marqué YRT prend les passagers et les dépose à l'arrêt qu'ils ont demandé. Le service de bus à la demande fonctionne en semaine entre 6h et 19h45. Les passagers peuvent réserver un trajet pendant les heures d'ouverture en appelant le 1-844-667-5327 au moins 60 minutes à l'avance. Les représentants du service à la clientèle aideront à planifier le trajet en proposant le meilleur plan de trajet. Les tarifs habituels de l'YRT s'appliquent pour ce trajet, et l'opérateur accepte tous les moyens de paiement de l'YRT, y compris la carte Presto, l'application YRT Pay, l'application Transit, la carte de crédit, la carte de débit et la monnaie exacte.
Le service Mobility On-Request Unionville Local est également un service d'autobus à la demande pour les résidents du secteur Unionville. Ce service à la demande fonctionne en semaine entre 10h et 13h45. Les passagers peuvent réserver un trajet pendant les heures d'ouverture en appelant le même numéro au moins 60 minutes à l'avance. Les tarifs habituels de l'YRT s'appliquent.